# Bettange
Bettange település Franciaországban, Moselle megyében. Lakosainak száma 244 fő (2022. január 1.). Bettange Éblange, Gomelange, Holling, Ottonville és Valmunster községekkel határos.

## Népesség
A település népességének változása:
| Lakosok száma | 155  | 181  | 185  | 206  | 227  | 236  | 242  | 248  | 247  | 244  |
|               | 1968 | 1982 | 1990 | 2006 | 2013 | 2015 | 2017 | 2019 | 2020 | 2022 |